# سوبر سونيك سبنر
سوبر سونيك سبنر مسلسل أنمي ياباني من إنتاج إستديو زيبيك عرض لأول مره في 30 نوفمبر 1998 واستمر عرضه حتى 10 سبتمبر 1999 تمت دبلجة المسلسل للغة العربية بواسطة مركز الزهرة وعرض على قناة سبيس تون.
سوبر سونيك سبنر هي قصة تتحدث عن فتى نشيط يدعى طارق يتقن جميع أنواع الرياضات إلى ان جاء اليوم الذي التقى فيه بقصيل الذي هزمه في لعبة اليويو ومن حينها صار يتدرب عليها بمساعدة الاستاذ حازم حتى وصل بطولة اليويو الذي كان قصيل فيها فائزا عامين على التوالي.
في البداية هزم طارق كثيرا من المتنافسين إلى ان وصلت به الايام إلى منافسته بقصيل الذي هزمه للمرة التانية.
و في الاخير اكتشف طارق حبه للعبة اليويو.

## الممثلون
- فاطمة سعد - طارق، والدة قصي
- رأفت بازو - حازم، هدير، المعلق، والد قصي
- محمد خير أبو حسون - العم رضوان
- تغريد جرجور - قصي
- لينا ضوا - لؤي
- أميرة حذيفي - روان
- آلاء عفاش - عامر، رفع
- فداء المهندس - سامي
- همسة الحايك - ميساء
- عتاب نعيم - فتحي
و
- زياد الرفاعي - الدكتور مازن
- آمال سعد الدين (غير مدرج)

## طاقم العمل

### النسخة العربية
- الإعداد: منصور أحمد مقدار
- المراجعة: د.شفيق بيطار، عماد عكر
- التدقيق اللّغوي: رمضان أيوب
- الترجمة: آنا عكاش
- الصوت: أحمد فراج
- المونتاج والتترات: رافع فتحي عطايا
- المعالجة الإلكترونية: بدر التخين
- الشارة الغنائية: رشا رزق
- تنفيذ الموسيقا الشارة: إبراهيم سليماني (مدرجة باسم إبراهيم سليماني)
- المكساج وتسجيل الشارة: سامر أبو عسلي
- المتابعة المالية: محمد حسان مهنا، عبد القادر نبهان
- إدارة الإنتاج: رضوان حجازي
- م.مخرج: ليلى منصور
- إنتاج وتوزيع: Animation International (ماهر الحاج ويس)
- تنفيذ الدوبلاج: مركز الزهرة
- الإشراف الفني: مأمون الرفاعي

## روابط خارجية
- سوبر سونيك سبنر على موقع ANN anime (الإنجليزية)